# Zwartwordende zalmplaat
De zwartwordende zalmplaat (Clitocella popinalis, synoniem: Clitopilus popinalis) is een schimmel behorend tot de familie Entolomataceae. Hij leeft saprotroof in groepen, vaak in heksenkringen. Hij leeft op humus en op kale bodem. Hij komt voor in de schrale (duin)graslanden op matig droge zandige bodem, soms tussen kruipwilg (Salix repens); ook is hij bekend van naaldbos op voedselarme zandbodem en in het buitenduin.

## Kenmerken

### Uiterlijke kenmerken
De hoed heeft een diameter van 2-5 cm. De vorm is gewelfd, met ingerolde rand. Het oppervlak is droog, glad, op leeftijd met rimpels en barstjes. De kleur is wit tot geelgrijs.
De lamellen lopen op de steel af en zijn nabij de steel vaak gevorkt. 
De steel is wit aan de top, bruin en vezelig naar de voet toe. Hij verkleurt grijs bij kneuzing.
De sporenprint is roze.

### Microscopische kenmerken
De sporen zijn zeer fijn wrattig, breed ellipsvormig tot iets hoekig, dunwandig en meten 4,5-7 × 3,5-5,0 µm.

## Verspreiding
In Nederland komt de zwartwordende zalmplaat vrij algemeen voor. Hij staat op de rode lijst in de categorie 'Kwetsbaar'.